# Lodovico Barbieri
Lodovico Barbieri (Bologna, 27 ottobre 1843 – Monte San Pietro, 29 giugno 1927) è stato un militare e politico italiano.